# 문제원
문제원(1960년 12월 15일 ~)은 대한민국의 성우이다. 1985년 EBS 7기 성우로 데뷔하였다.